# Tokyo Psycho
Pour plus de détails, voir Fiche technique et Distribution.
Tokyo Psycho (東京伝説 蠢く街の狂気, Tōkyō densetsu: ugomeku machi no kyōki) est un film japonais réalisé par Ataru Oikawa, sorti en 2004.

## Synopsis
Travaillant pour une compagnie de design à Tokyo, Yumiko Osawa se retrouve confrontée à des évènements terrifiants : une étrange femme qui sonne à la porte à l'aube, et un voisin qui, d'après Yumiko, pourrait abuser d'enfants. Un jour, Yumiko reçoit une lettre à l'apparence voyante et de mauvais goût, faite de bouts de papier cousus ensemble à l'aide de cordes de piano. Dans cette lettre est écrit : "Je sais que tu es née pour m'épouser". Qui a bien pu écrire une telle chose...

## Fiche technique
- Titre : Tokyo Psycho
- Titre original : 東京伝説 蠢く街の狂気 (Tōkyō densetsu: ugomeku machi no kyōki)
- Réalisation : Ataru Oikawa
- Scénario : Ataru Oikawa et Noriko Tanimura d'après la nouvelle Tōkyō densetsu: ugomeku machi no kyōki de Yumeaki Hirayama.
- Production : Shinsuke Yamazaki, Takeshi Katô et Akihiro Itô
- Musique : Akihito Nishimura et Satoshi Nishimura
- Photographie : Akihito Nishimura et Satoshi Nishimura
- Montage : Yasunori Nishi
- Pays d'origine : Japon
- Format : Couleurs - 1,85:1 - Dolby Digital - 35 mm
- Genre : Horreur
- Durée : 78 minutes
- Date de sortie : 2004

## Distribution
- Sachiko Kokubu : Yumiko Osawa
- Seiji Chihara : Keisuke Kataoka
- Yuka Hayashi : Mika Nakahara
- Mizuho Nakamura : Moe Masumoto
- Masashi Taniguchi : Osamu Komiya